# Olinia

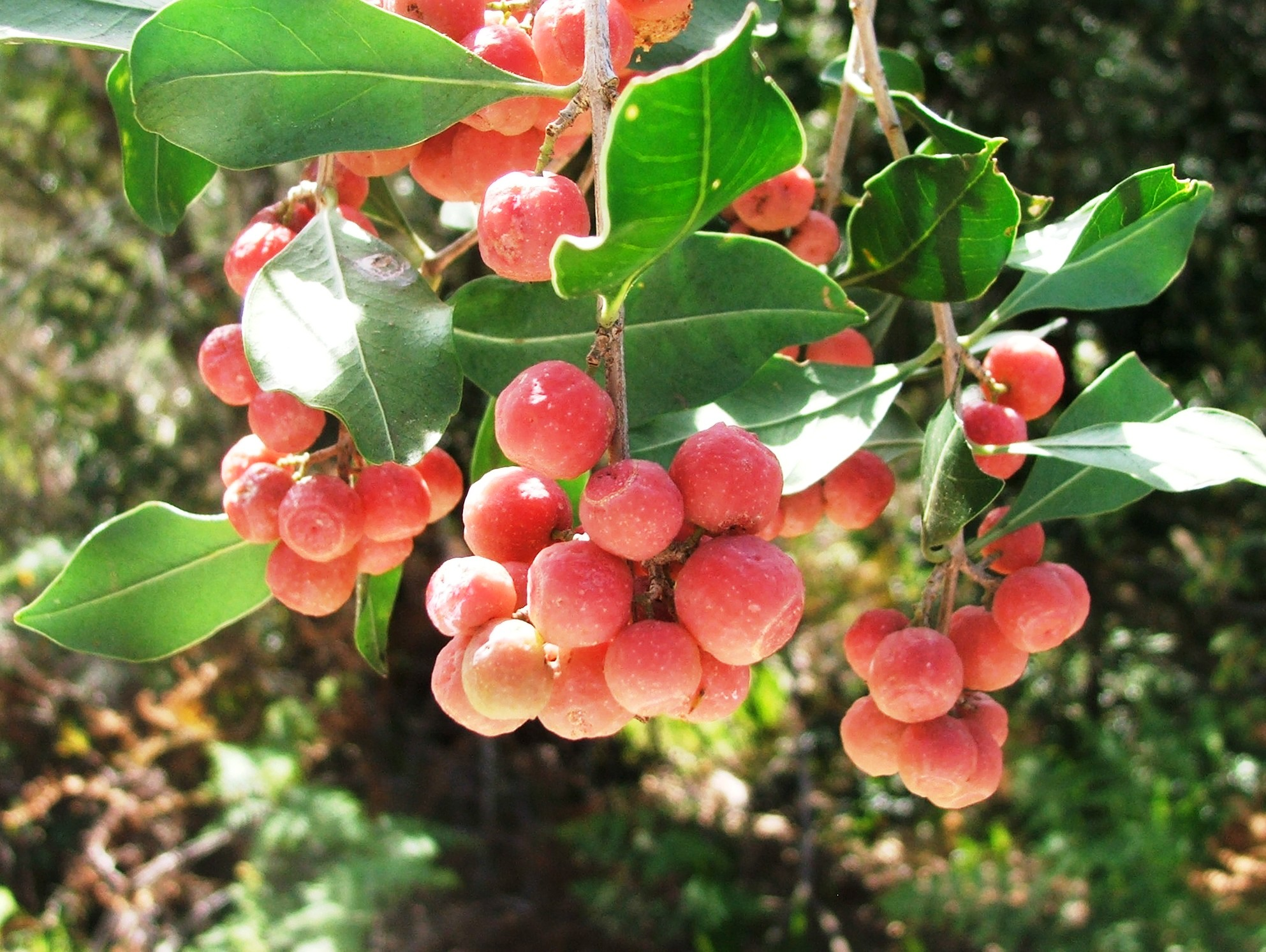
Zweig mit Laubblättern und Früchten von Olinia emarginata.

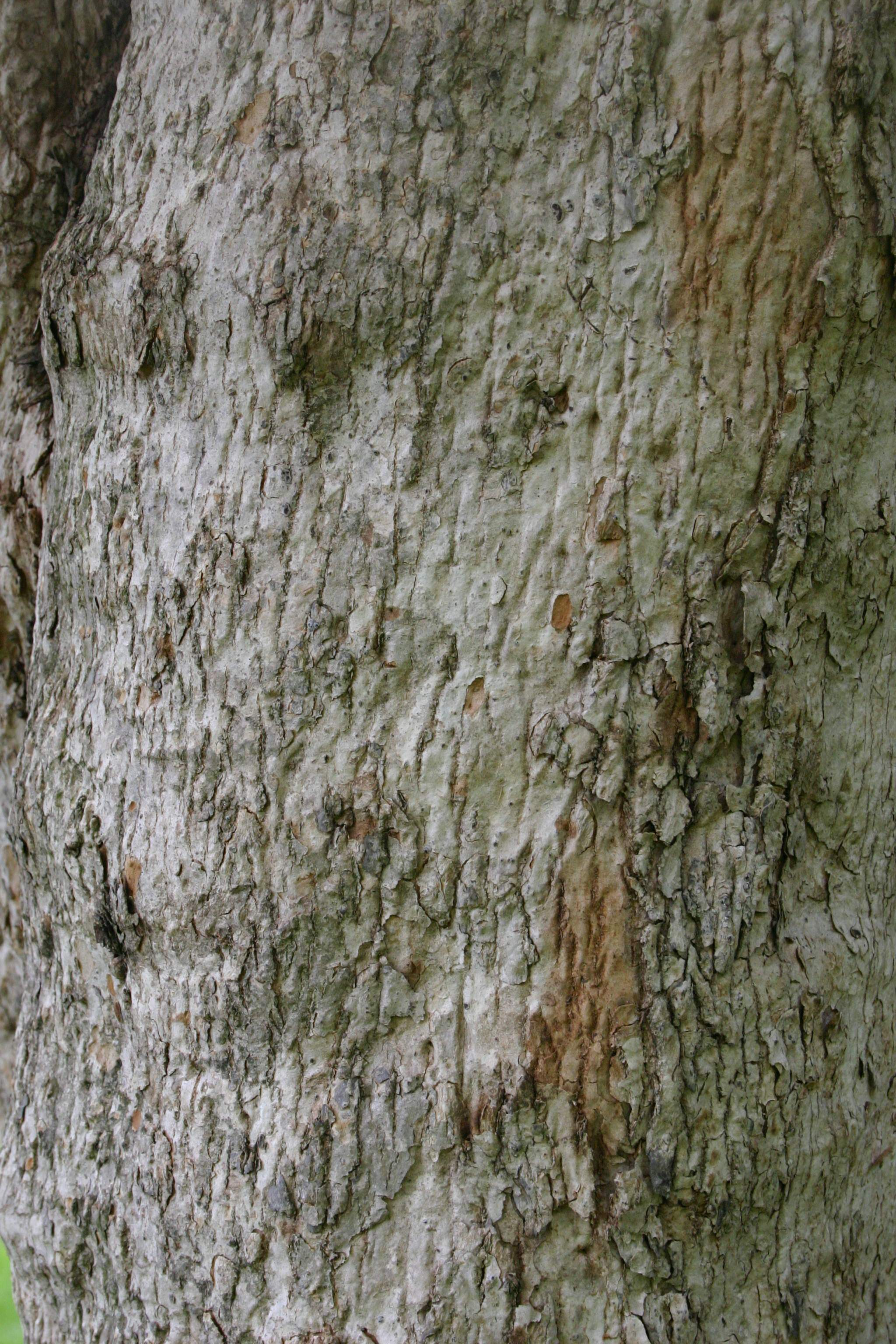
Borke von Olinia emarginata

Die Olinia sind die einzige Pflanzengattung der Tribus Olinieae in der Familie der Penaeaceae innerhalb der Ordnung der Myrtenartigen (Myrtales). Die Heimatgebiete liegen in Ostafrika, in der Capensis, in einem Gebiet in Westafrika und auf der Insel St. Helena.

## Beschreibung

### Erscheinungsbild und Blätter
Bei den Olinia-Arten handelt es sich um kleine, reich verzweigte Bäume und Sträucher. Das Korkkambium ist initial superfizial. Das Sekundäre Dickenwachstum geht von einem konventionellen Kambiumring aus. Oberirdische Pflanzenteile können einzellige Drüsenhaare besitzen.
Die Laubblätter sind wie bei den meisten anderen Myrtenartigen gegenständig angeordnet. Die einfachen und gestielten Blattspreiten sind fiedernervig und ganzrandig. Die Stomata sind anomocytisch, paracytisch und cyclocytisch. Nebenblätter sind bei einigen Arten vorhanden.

### Blütenstände und Blüten
In end- oder seitenständigen, rispig-zymösen Blütenständen sind die Blüten zusammengefasst.
Die relativ kleinen, zwittrigen, radiärsymmetrischen Blüten sind vier- bis fünfzählig mit doppelter Blütenhülle. Es ist ein minimal gezähntes (mögl. Außenkelch) Hypanthium vorhanden. Die vier oder fünf gefärbten Kronblätter sind reduziert, schuppenförmig und meist behaart. Die vier oder fünf, petaloiden, freien Kelchblätter sind spatelförmig. Es sind vier oder fünf freie Staubblätter vorhanden. Die vier oder fünf fertilen Staubblätter stehen den Kronblättern gegenüber und bestehen aus sehr kurzen zurückgekrümmten Staubfäden und dorsifixen Staubbeuteln mit zwei Theken die durch ein verdicktes Konnektiv getrennt sind. Die Pollenkörner sind heteropolar. Die (drei bis) meist vier bis fünf Fruchtblätter sind zu einem unterständigen, selten drei-, meist vier- bis fünfkammerigen Fruchtknoten mit kuzem Griffel verwachsenen. In zentralwinkelständiger Plazentation befinden sich selten zwei, meist drei hängende, campilotrope, bitegmische, crassinucellate Samenanlagen je Fruchtknotenkammer im Fruchtknoten. Der Griffel endet in einer kopfigen Narbe. Ein Diskus fehlt, aber es wird im Hypanthium Nektar produziert.

### Früchte und Samen
Die fleischigen steinfruchtartigen Früchte enthalten ein bis fünf Samen. Die Samen besitzen kein Endosperm, aber einen gut entwickelten Embryo mit zwei spiralig gedrehten oder ungleichmäßig gefalteten Keimblättern (Kotyledone).

### Inhaltsstoffe und Chromosomenzahlen
Aufgrund des cyanogenen Glycosides Prunasin riechen Pflanzenteile bei Verletzung nach Mandeln. Das Mesophyll enthält solitär-prismatische Calciumoxalat-Kristalle. Due Chromosomengrundzahl beträgt x = 10.

## Systematik
Die Gattung Olinia wurde 1799 durch Carl Peter Thunberg in Archiv für die Botanik, 2 (1), S. 4 aufgestellt. Typusart ist Olinia cymosa (L.f.) Thunb., die heute ein Synonym von Olinia ventosa (L.) Cufod. ist. Der botanische Gattungsname Olinia ehrt den schwedischen Botaniker Johan Hendrik Olin (1769–1824). Ein Synonym für Olinia Thunb. ist Plectronia L.
Die Gattung Olinia bildete einige Zeit die Familie der Oliniaceae Arn. ex Sond., deren Synonym Plectroniaceae Hiern ist. Heute bildet die Gattung Olinia alleine die Tribus Olinieae in der Familie der Penaeaceae innerhalb der Ordnung der Myrtenartigen (Myrtales).
Es gibt etwa acht bis zehn Arten in der Gattung Olinia:
- Olinia capensis Klotzsch: Die Heimat ist die Capensis.
- Olinia emarginata Burtt Davy: Die Heimat ist die Capensis.
- Olinia micrantha Decne.: Die Heimat ist die Capensis.
- Olinia radiata Hofmeyr & E.Phillips: Die Heimat ist die Capensis.
- Olinia rochetiana A.Juss. (Syn.: Olinia aequipetala (Del.) Cufod., Olinia discolor Mildbr., Olinia huillensis Welw. ex A.Fern. & R.Fern., Olinia macrophylla Gilg, Olinia ruandensis Gilg, Olinia usambarensis Gilg, Olinia volkensii Gilg): Die Heimat ist Angola, das östliche Zaire, Äthiopien, Kenia, Ruanda, Transvaal, Tansania und Uganda.[4]
- Olinia vanguerioides Baker f.: Sie kommt in Simbabwe und angrenzenden Gebieten in Mosambik vor.[5]
- Olinia ventosa (L.) Cufod. (Syn.: Olinia cymosa (L.) Thunb.): Sie ist in küstennahen Gebieten der südlichen und östlichen Küste Südafrikas von der Kap-Halbinsel bis etwa über die Grenze des Transkei und dem südlichen KwaZulu-Natal verbreitet.[6] Außerdem wurde sie auf St. Helena gefunden.